# Bűnös játszmák
A Bűnös játszmák (Private) egy amerikai websorozat, amelyet az Alloy Entertainment gyártatott az azonos című regények alapján.
A sorozat 2009 májusában indult egy válogatással, melyet a fiatal, női olvasóknak hirdettek, a sorozatbeli Kiran Hayes nevű szereplő címéért. A produkció az első négy könyv cselekményét dolgozza fel, 20 epizódban, melyeknek hossza 4 és 6 perc közé esik.
A Newvideo nevű cég 2010-ben a sorozatot DVD formátumban is kiadta.
A websorozat magyar változatát a NovaVoice nevű, nonprofit szinkroncsoport mutatja be, 2012 nyarán.

## Bűnös játszmák: A válogatás
ABűnös játszmák: A válogatás a fent említett casting hirdetés felvétele, melyen a jelentkezők Kiran Hayes szerepéért mérkőzhettek meg.
| Epizódszám | Első vetítés       | Mi történt? | Műsorvezető                   | További szereplők                                           | A zsűri |
| ---------- | ------------------ | --- | ----------------------------- | ----------------------------------------------------------- | --- |
| 1          | 2009. július 21.   | Janine, Nicole és Sanna két percet kapnak, hogy memorizálják szövegüket. A nyertes jutalma egy vacsora Brant Daugherty-vel (a sorozatban Thomas Pearson). | Kelsey Sanders (Reed Brennan) | Brant Daugherty (Thomas Pearson)                            | Bob Levy (A pletykafészek vezető producere), Sarah Kucserka, Veronica Becker (a Bűnös játszmák írói)                 |
| 2          | 2009. július 23.   | A lányok megpróbálják meggyőzni a bírót, hogy Billings-i barátnőik fontosabbak számukra karrierjüknél.                                                    | Kelsey Sanders (Reed Brennan) | Susie Castillo (a Neutrogena szóvivője)                     | Bob Levy (A pletykafészek vezető producere), Sarah Kucserka, Veronica Becker (a Bűnös játszmák írói), Susie Castillo |
| 3          | 2009. július 28.   | A lányoknak egy o.b. reklámban kell teljesíteniük. | Kelsey Sanders (Reed Brennan) | Stuart Acher (director)                                     | Bob Levy (A pletykafészek vezető producere), Sarah Kucserka, Veronica Becker (a Bűnös játszmák írói), Nikki Wise     |
| 4          | 2009. július 31.   | A lányoknak Blake és Reed karakterével kell forgatniuk. Janine kiesik.                                                                                    | Kelsey Sanders (Reed Brennan) | Evan Taubenfeld (Blake Pearson)                             | Bob Levy (A pletykafészek vezető producere), Sarah Kucserka, Veronica Becker (a Bűnös játszmák írói)                 |
| 5          | 2009. augusztus 4. | Sannának és Nicole-nak együtt kell forgatnia Reed, Noelle és Ariana karakterével.                                                                         | Kelsey Sanders (Reed Brennan) | Samantha Cope (Noelle Lange), Natalie Floyd (Ariana Osgood) | Bob Levy (A pletykafészek vezető producere), Sarah Kucserka, Veronica Becker (a Bűnös játszmák írói)                 |
| 6          | 2009. augusztus 6. | Megválasztják a győztest (Sanna). | Kelsey Sanders (Reed Brennan) | -                                                           | Bob Levy (A pletykafészek vezető producere), Sarah Kucserka, Veronica Becker (a Bűnös játszmák írói)                 |

## A stáb
| Karakter       | Színész/színésznő | Megjegyzés                          | Magyar hangja |
| -------------- | ----------------- | ----------------------------------- | ------------- |
| Reed Brennan   | Kelsey Sanders    |                                     |               |
| Noelle Lange   | Samantha Cope     |                                     |               |
| Ariana Osgood  | Natalie Floyd     |                                     |               |
| Taylor Bell    | Tristin Mays      | A 12. epizódban nem szerepel.       |               |
| Kiran Hayes    | Sanna Haynes      |                                     |               |
| Thomas Pearson | Brant Daugherty   | A 8. epizódban eltűnik.             |               |
| Blake Pearson  | Evan Taubenfeld   | Az 1. és 2. epizódban nem szerepel. |               |
| Josh Hollis    | Chord Overstreet  |                                     |               |

## Epizódlista
| Epizódszám | Amerikai vetítés     | Magyar vetítés | Tartalom |
| ---------- | -------------------- | -------------- | --- |
| 1          | 2009. augusztus 11.  |                | Reed Brennan megérkezik az Easton Academy-re, és szembesül azzal, hogy az iskola rengeteg sötét titkot rejt. |
| 2          | 2009. augusztus 12.  |                | Reed-nek meg kell alázkodnia a billingsi lányok előtt, hogy elfogadják. Ariana óva inti Reedet Thomas Pearsontől. |
| 3          | 2009. augusztus 13.  |                | Reed-et lassacskán befogadják a lányok. Eleanor Billings azt mondja Noelle-nek, hogy tartsa Reeden a szemét. |
| 4          | 2009. augusztus 18.  |                | Reedet és Thomast egy rejtélyes alak lekapja a telefonjával csókolózás közben. |
| 5          | 2009. augusztus 19.  |                | Taylor segít Reednek elkészíteni a házi feladatot, de a lány üzenetet kap Noelle-től, hogy találkozzanak a főépületnél. A lányok két percet adnak Reednek, hogy kihozza az iskolából Ariana fizika dolgozatát (habár Ariana nem is vette fel a tantárgyat). A megmérettetés után a lányok egy kisebb buliba csöppennek, amelyet az Easton diákjai csapnak a kertben. |
| 6          | 2009. augusztus 20.  |                | Reed remekül érzi magát a partin. Épp üdítőt töltene magának, amikor meglátja Kirant és Blake-et, amint egymásnak esnek az erdőben. Mire visszaér, Thomas várja őt. Választás elé állítja a lányt, aki inkább a barátaival szeretne maradni. |
| 7          | 2009. augusztus 25.  |                | Reed megpróbálja felhívni Thomast, hogy nem akart közte és a barátnői közt választani. Noelle büszkén mutogatja a bulibelépőjét, melyre nem könnyű szert tenni. Taylor is részt akar venni, és azt remél, Josh felkéri őt partnernek. Josh elmondja Reednek, hogy Thomas nem jött haza előző éjjel.                                                                  |
| 8          | 2009. augusztus 26.  |                | A lányok megpróbálják biztosítani Reedet arról, hogy Thomas jól van, s később ma fiútól kap üzenetet, melyben az áll, hogy semmi baja sincs. Josh Taylor helyett Reedet kéri fel a buliba. |
| 9          | 2009. augusztus 27.  |                | Reed, Noelle, Kiran és Ariana együtt indulnak a partira. Taylor szörnyen haragszik Reedre, amiért lecsapta kezéről Josht. De a lány elmagyarázza neki, hogy talán ez a buli az egyetlen mód arra, hogy újból láthassa Thomast. |
| 10         | 2009. szeptember 1.  |                | Reed összetéveszti Blake-et testvérével. Az este végére szörnyű hír érkezik: Thomas meghalt és megtalálták a testét. |
| 11         | 2009. szeptember 2.  |                | Másnap az iskolában örök búcsút intenek Thomastól a fiú temetésén. Blake elhagyja az akadémiát. A temetés után Hill nyomozó közli a Billings-lányokkal, hogy Thomast megölték, s mindenkit ki kell hallgatniuk. |
| 12         | 2009. szeptember 3.  |                | Reedet és barátnőit egyenként kihallgatják. Mindenki sajátos magyarázatot ad, de Noelle az egészet Josh Hollisra akarja kenni. Hill nyomozó elárulja Reednek, hogy az üzenetet nem kaphatta Thomastól, hiszen a fiú akkor már halott volt. |
| 13         | 2009. szeptember 8.  |                | Reed részt vesz a billingsi lányok beavatási szertartásán. |
| 14         | 2009. szeptember 9.  |                | A Billings-lányok vásárolni viszik Reedet. Taylort nagyon megviselte Thomas halála, és Reed azzal szembesül, hogy a lány se szó - se beszéd, elment. Josht letartóztatják a gyilkosság vádjával. |
| 15         | 2009. szeptember 10. |                | Reed meglátogatja Josht a börtönben, és megígéri neki, hogy támogatni fogja, és hisz neki. A fiú elárulja, hogy a gyilkosság éjszakáján összeveszett Thomas-szal, és Blake, Thomas testvére még ott volt a helyszínen. Reed meg akarja tudni Blake címét. |
| 16         | 2009. szeptember 15. |                | |
| 17         | 2009. szeptember 16. |                | |
| 18         | 2009. szeptember 17. |                | |
| 19         | 2009. szeptember 22. |                | |
| 20         | 2009. szeptember 24. |                | |

## Külső hivatkozások
- A NovaVoice Facebook oldala
- A NovaVoice YouTube fiókja